# زاغ هاواي
زاغ هاواي (الاسم العلمي: Corvus hawaiiensis) و (بالإنجليزية: Hawaiian Crow)‏ هو طائر من فصيلة الغرابيات. يقارب حجمه حجم الغراب البلدي فيتراوح مابين 48 - 50 سم ( 19-20 بوصة) في الطول ولكن مع أجنحة أكثر استداره من الغراب البلدي ومنقار سميك

## حالة الحفظ

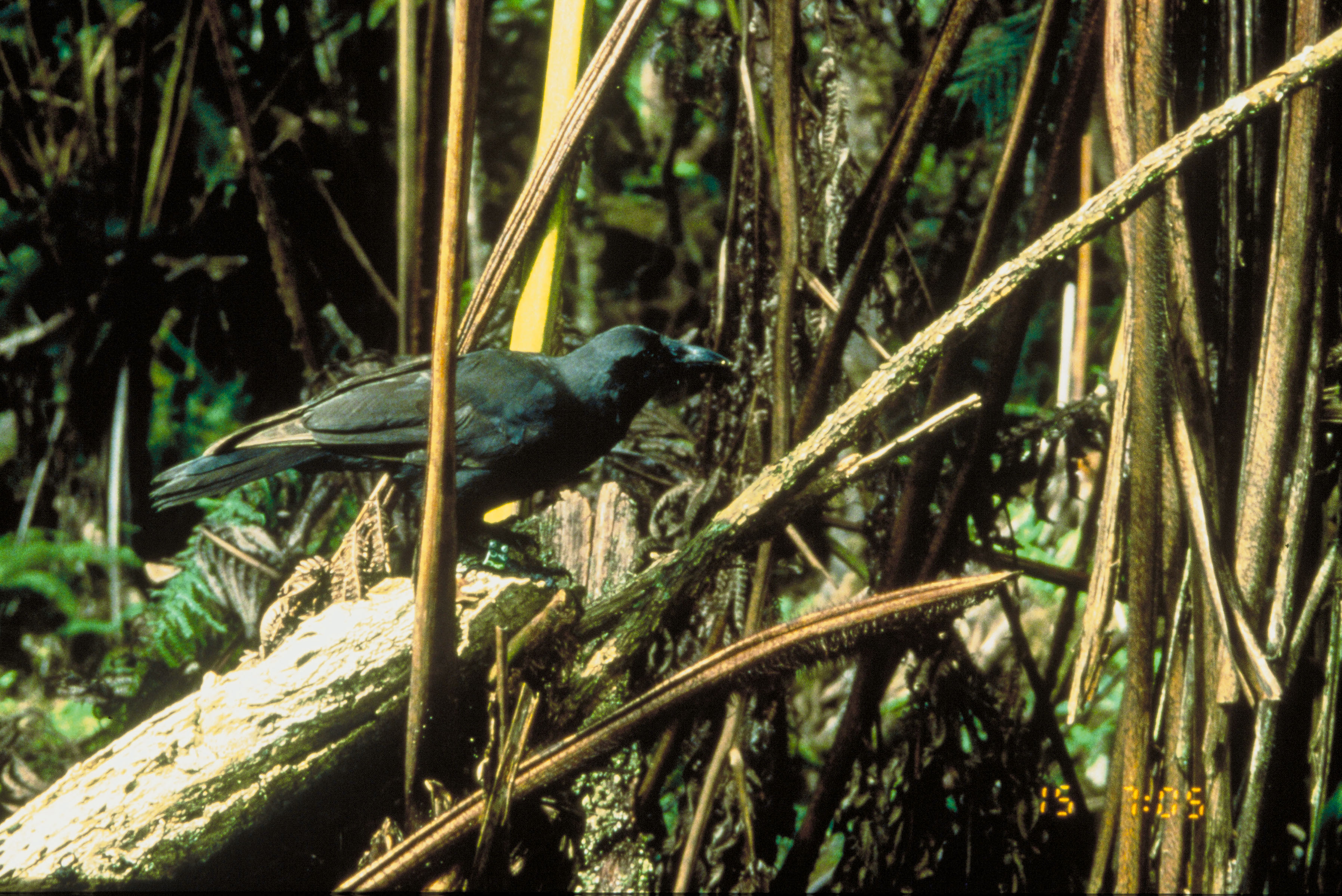
زاغ هاواي مصنف كنوع منقرض من البرية منذ عام 2002.

اختفى آخر غرابين من هذا النوع في عام 2002م  ويعتبر الآن نوع منقرض في البرية بعدما كان في القائمة الحمراء للأنواع المهددة بالانقراض.